# Класична музика
Класична музика је уметничка музика која води порекло из традиције литургијске и световне музике, а која обухвата широк период од отприлике 6. века до данашњих дана. Главне норме унутар ове традиције успостављене су између 1550. и 1900. године.
Класична музика или озбиљна музика се у свакодневном говору користи за разликовање уметничке од музике коју означавамо као народну, забавну или популарну, код којих је основни циљ забава и стицање зараде, а не уметничко изражавање. Међутим, и унутар популарних жанрова постоје композиције које су постигле изузетну уметничку вредност, али нису стваране по класичном канону, те се стога не убрајају у класичну музику. Иако се класична музика издваја по својој уметничкој вредности, није сасвим коректно ограничавати појам уметничке музике само на класичну. Класичну музику су стварали велики мајстори европске музичке прошлости. Овим изразом се првенствено означава музика стварана од епохе барока (почетак 17. века), па све до композитора нашег доба. Осим ове, постоје и неке специфичне класичне музике, као на пример класична музика Индије, која има изграђене лествице и музичке системе, па и властите ствараоце. Специфично обележје класичне музике новијег раздобља (20. и 21. век) јесте да је све више стварају и композитори земаља изван Европе, претежно под утицајем фолклора својих земаља.
Европска уметничка музика у великој мери се разликује од многих других неевропских класичних и неких популарних музичких облика по свом систему музичке нотације, који се користе од 16. века.
Композитори користе западну музичку нотацију како би указали извођачима на висине звука (нпр. мелодију, новое басева, акорде), темпо, метрику и ритам музичког комада. Ово може оставити мање простора за праксе као што су импровизација и ad libitum орнаментација, који се често чују у неевропској уметничкој музици и у популарним музичким стиловима као што су џез и блуз. Још једна разлика је да, док већина популарних стилова адаптира форму песме (строфична форма) или деривацију тог облика, за класичну музику је карактеристичан њен развој високо софистикованих облика инструменталне музике, као што су концерт, симфонија, соната, и мешовитих вокалних и инструменталних стилова попут опере који, пошто су записани, могу да подрже веће форме и поприме висок ниво сложености.
Термин „класична музика“ се није појавио до раног 19. века, кад се желело да се јасно канонизује раздобље Јохана Себастијана Баха и Бетовена као златно доба. Најраније референце на „класичну музику“ у Оксфордском енглеском речнику потичу из периода око 1836.

## Опсег класичне музике
Класична музика обухвата врло широку лепезу музичког, уметничког стварања. У област класичне музике спадају: камерна музика, концертна или концертантна музика (за један, два или више солистичких инструмената и оркестар), симфонијска музика, ораторијумска (вокално-инструментална музика), за вокалне солисте, хор и оркестар, оперска музика.
Под појам класичне музике може се подвести (иако се то често не чини) и стара музика, музика коју су стварали познати или анонимни ствараоци из европског средњег века и ренесансе. Са развојем музичке теорије, естетике и историје, период постојања класичне музике и дела која она обухвата, све се више помера на ранија раздобља европске историје, што је врло добра, охрабрујућа појава.
Класична музика напокон обухвата и бројне уметнике (ствараоце и извођаче) који су је током времена, све до наших дана учинили веома познатом и популарном широм света. Сваки стваралац, тј. композитор, био је и остао представник специфичног стилског правца под чијим је утицајем стварао. Барок, класицизам, романтизам, импресионизам, модерна авангардна стремљења, све су то стилски правци који су дали бројне уметнике — композиторе и извођаче, вокалне или инструменталне.
Све у свему, класична музика је најобухватније и најраскошније подручје уметничко-музичког стварања, које је ипак рођено из првобитне, изворне народне музичке културе, удахнувши јој узвишен уметнички музички карактер и израз.

## Историја
Највеће временске поделе класичне музике до 1900. су рани музички период, који обухвата средњовековну (500–1400) и ренесансну (1400–1600) еру, и период заједничке праксе, који обухвата барокну (1600–1750), класичну (1750–1820) и романтичарску (1810–1910) еру. Садашњи период обухвата 20. век (1901–2000), што укључује највећи део ране модернистичке музичке ере (1890–1930), и целокупни високи модернизам (средина 20. века), и први део савремене (1945 или 1975–садашњост) или постмодерне музичке ере (1930–садашњост). 21. век је до сада био наставак истог периода и исте савремене/постмодерне музичка ера која која је започета током 20. века.
Датуми су генерализације, пошто се периоди и ере преклапају, а категорије су донекле произвољне, у тој мери да су неки органи преокренули терминологију и користе устаљену праксу „ере” коју сачињавају барокни, класични и романтичарски „периоди”. На пример, употреба контрапункта и фуге, који се сматрају карактеристиком барокне ере (или периода), је настављена у делу Хајдна, који се класификује као типични представник класичне ере. Бетовен, који се обично описује као оснивач романтичарске ере, и Брамс, који се класификује као романтичар, исто тако користе контрапункт и фуге, а романтични и понекад чежњиви квалитети њихове музике дефинишу њихову ера.
Префикс нео- се користи за описивање композиција 19-тог, 20-тог, или 21. века написаних у стилу једне од ранијих ера, као што је класична или романтична. Стравинскијева Пулчинела, на пример, је неокласична композиција пошто је она стилски слична радовима барокне ере.

### Корени
Бург (2006), сугерише да корени западне класичне музике ултиматно леже у древној египатској уметничкој музици преко хејрономије и древних египатских оркестара, који датирају из 2695. п. н. е. Развој индивидуалних тонова и лествица су извршили антички Грци, као што су Аристоксен и Питагора. Питагора је креирао звучни систем и помогао у кодификацији музичке нотације. Антички грчки инструменти као што су аулос (језичак) и лира (жичани инструмент сличан малој харфи) на крају су довели до модерних инструмената класичног оркестра. Претходница раног периода је била ера античке музике пре пада Римског царства (476. године).

### Рани период
Средњовековни период обухвата музику од периода након пада Рима до око 1400. Монофонски певања, такође звано певање у хору или Грегоријански корал, била је доминантна форма до око 1100. године. Католички монаси су развили прве облике модерне европске музичке нотације у циљу стандардизације литургија широм светске цркве. Полифонска (вишегласна) музика се развила из монофонског певања током касног средњег века и ренесансе, укључујући комплексније гласно изражавање мотетима. Ренесансна ера је трајала од 1400. до 1600. Она је била карактерисана већом употребом инструментације, вишеструким испреплетаним мелодичким линијама, и употребом првих бас инструмената. Друштвени плес је постао све распрострањенији, па су се стандардизовали музички облици који су подесни за пратећи плес. Током овог периода су почели су да обликују музички записи на нотном систему и други елементи музичке нотације. Овај проналазак је омогућио одвајање композиције музичког комада од њене трансмисије; у одсуству записане музике, пренос је био усмен и подложан променама при сваком емитовању. Помоћу партитуре, музички радови су се могли изводити без присуства композитора. Изум покретног типа штампарске пресе у 15. веку је имао далекосежне последице на презервацију и трансмисију музике.
Типични жичани инструменти раног периода укључују харфу, лауту, виел, и псалтер, док је од дувачких инструмената кориштена фамилија флаута (укључујући блокфлауту), шалмај (један рани припадник фамилије обоа), труба, и гајде. Постојале су једноставне оргуље, али су у великој мери биле ограничене на цркве, иако су постојали преносиви варијетети. Касније у том периоду, ране верзије клавијатурних инструмената као што су клавикорд и чембало су почели да се јављају. Гудачки инструменти као што је виола су се појавили у 16. веку, као и шири варијетет инструмената од месинга и трске. Штампање је омогућило стандардизацију описа и спецификација инструмената, као и инструкције за њихову употребу.

### Период заједничке праксе
Период заједничке праксе се обично дефинише као ера између формирања и распуштања хегемоније заједничке праксе тоналитета. Овај термин обично премошћава око два и по века, обухватајући барокне, класичне и романтичне периоде.

#### Барокна музика
Барокна музика је карактерисана употребом комплексних тоналних контрапункта и употребом basso continuo, континуиране бас линије. Музика је постала комплекснија у поређењу са једноставним песмама свих претходних периода. Почеци сонатног облика су формирани у виду канцона, као и у већој мери формализована нотација тема и варијација. Тоналитети главни и мањи као средство за управљање дисонансом и хроматизмом у музици попримили су пун облик.
Током барокне ере, клавијатурна музика свирана на чембалу и оргуљама постала је све популарнија, и виолинска фамилија жичаних инструмената попримила је форму која је генерално присутна у данашње време. Опера као сценска музичка драма почела је да се диференцира од ранијих музичких и драмских форми, и вокалне форме попут кантата и ораторијума постале су чешће. Вокалисти су по први пут почели да додају екстра ноте у музику. Инструментални ансамбли почели су да се разликују и стандардизују по величини, што доводи до настанка раних оркестара за веће ансамблове, при чему је камерна музика писана за мање групе инструмената где су делови свирани индивидуалним (уместо сакупљеним) инструментима. Концерт као средство за соло извођење у пратњи оркестра постао је широко распрострањен.
Теорије које окружују равномерну изведбу почеле су да се спроводе у праксу, нарочито зато што је то омогућио шири опсег хроматских могућности за клавијатурне инструменте који се теже подешавају. Мада Бах није користио равномерну изведбу, на начин на који се савремени клавир генерално подешава, промене темперамента из средњотонског система уобичајеног у то време, до разних темперамента који чини модулацију између свих клавијатура музички прихватљивом, омогућиле су Бахов Добро темперовани клавир.